# Convenția de la Geneva (1949)
Convenția de la Geneva pentru îmbunătățirea sorții răniților și bolnavilor din forțele armate în campanie (A treia Convenție de la Geneva) din 1949, este una dintre Convențiile de la Geneva care privește în principal tratamentul aplicat prizonierilor de război. Ea a înlocuit Convenția de la Geneva din 1929